# Viva Napoli
Viva Napoli è stato un programma televisivo musicale, la cui prima edizione è andata in onda per tre puntate nel giugno del 1994, mentre l'ultima edizione si è tenuta nel 2002. Le prime tre edizioni sono andate in onda su Canale 5, mentre le restanti sei edizioni sono state trasmesse su Rete 4. Tutte le edizioni sono state condotte da Mike Bongiorno, affiancato anno per anno da vari altri conduttori.
La trasmissione vedeva in gara celebri motivi della canzone partenopea reinterpretati per l'occasione da popolari cantanti italiani, con l'orchestra diretta dal maestro Peppe Vessicchio.
A dispetto del titolo, il programma veniva trasmesso da Milano, prima dagli studi di Via Mambretti, conosciuti come Studio One, successivamente da quelli di Mediaset a Cologno Monzese.

## Edizioni
| Edizione | Anno | Rete tv  | Conduttori     | Conduttori    | Conduttori       |
| -------- | ---- | -------- | -------------- | ------------- | ---------------- |
| 1        | 1994 | Canale 5 | Mike Bongiorno | Mara Venier   | Mara Venier      |
| 2        | 1995 | Canale 5 | Mike Bongiorno | Mara Venier   | Mara Venier      |
| 3        | 1996 | Canale 5 | Mike Bongiorno | Massimo Lopez | Massimo Lopez    |
| 4        | 1997 | Rete 4   | Mike Bongiorno | Loretta Goggi | Loretta Goggi    |
| 5        | 1998 | Rete 4   | Mike Bongiorno | Lello Arena   | Miriana Trevisan |
| 6        | 1999 | Rete 4   | Mike Bongiorno | Lello Arena   | Miriana Trevisan |
| 7        | 2000 | Rete 4   | Mike Bongiorno | Loretta Goggi | Miriana Trevisan |
| 8        | 2001 | Rete 4   | Mike Bongiorno | Loretta Goggi | Miriana Trevisan |
| 9        | 2002 | Rete 4   | Mike Bongiorno | Loretta Goggi | Miriana Trevisan |

## Edizione 1994
Conduttori della prima edizione furono Mike Bongiorno e Mara Venier, mentre ospite fisso fu Renzo Arbore con l'Orchestra Italiana, che si esibirono nella prima puntata insieme a Gino Paoli, nella seconda insieme ad Ornella Vanoni e nella terza con Eddy Napoli e Francesca Schiavo, e il trio comico dei Trettré.
Vincitore risultò Fausto Leali con il brano Malafemmena.

### Prima Puntata
1. Marcella - 'Na sera 'e maggio (269 voti)
2. Franco Fasano - Tu vuò fà l'americano (268 voti)
3. Francesca Alotta - Munasterio 'e Santa Chiara (224 voti)
4. Marco Armani - 'O surdato 'nnamurato (200 voti)
5. Irene Fargo - Reginella (172 voti)
6. Mariella Nava - Maria Marì (172 voti)

- Baraonna - 'E spingule francese
- Pierangelo Bertoli - Chiove
- Riccardo Fogli - Dicitencello vuje
- Mia Martini - Luna rossa

### Seconda Puntata
1. Andrea Bocelli - Core 'ngrato (212 voti)
2. Antonella Arancio - Resta cu' mme (185 voti)
3. Fausto Leali - Malafemmena (172 voti)
4. Silvia Cecchetti - I' te vurria vasà (164 voti)
5. Eugenio Bennato e Pietra Montecorvino - Scalinatella (160 voti)

- Danilo Amerio - Te voglio bene assaje
- Loredana Bertè - Tamurriata nera
- Rossana Casale - Tu si 'na cosa grande
- Massimo Modugno - Strada 'nfosa
- Alan Sorrenti - Passione

### Terza Puntata
1. Fausto Leali - Malafemmena (201 voti)
2. Andrea Bocelli - Core 'ngrato (193 voti)
3. Irene Fargo - Reginella (176 voti)

- Francesca Alotta - Munasterio 'e Santa Chiara
- Antonella Arancio - Resta cu' mme
- Marco Armani - 'O surdato 'nnamurato
- Eugenio Bennato e Pietra Montecorvino - Scalinatella
- Silvia Cecchetti - I' te vurria vasà
- Franco Fasano - Tu vuò fà l'americano
- Marcella - 'Na sera 'e maggio
- Mariella Nava - Maria Marì

## Edizione 1995
Conduttori della seconda edizione furono nuovamente Mike Bongiorno e Mara Venier, con la partecipazione di Renzo Arbore con l'Orchestra Italiana come ospiti fissi. Vi era poi un ospite che cambiava in ogni puntata: nella prima Renato Carosone, nella seconda Mario Merola con Rosa Miranda e nella terza Beppe Barra.
Vincitrice risultò Iva Zanicchi con il brano Tu ca nun chiagne.

### Prima Puntata
1. Gigi Sabani e Gigi D'Alessio  - Simmo 'e Napule, paisà!
2. Napoli 4 (Mirna Doris-Mario Da Vinci-Nunzio Gallo-Gianni Nazzaro) - Ciccio Formaggio
3. Danilo Amerio - 'O paese d' 'o sole
4. Irene Fargo - Era de maggio

- Eugenio Bennato e Pietra Montecorvino - Voce 'e notte
- Franco Fasano - Napule è
- Marcella - Torna a Surriento
- Daniela Rosati e Fred Bongusto - Anema e core

### Seconda Puntata
1. Iva Zanicchi - Tu ca nun chiagne
2. Jo Squillo - Dove sta Zazà
3. Aleandro Baldi - Lacreme napulitane
4. Andrea Mingardi - 'O sole mio
5. Rita Forte - Canzone appassiunata

- Baraonna - Accarezzame
- Enzo Gragnaniello - Vierno
- Mariella Nava - 'O marenariello

### Terza Puntata
1. Iva Zanicchi - Tu ca nun chiagne
2. Aleandro Baldi - Lacreme napulitane
3. Gigi Sabani e Gigi D'Alessio  - Simmo 'e Napule, paisà!

- Danilo Amerio - 'O paese d'o sole
- Irene Fargo - Era de maggio
- Rita Forte - Canzone appassiunata
- Andrea Mingardi - 'O sole mio
- Napoli 4 - Ciccio Formaggio
- Jo Squillo - Dove sta Zazà

## Edizione 1996
Conduttori della terza edizione furono Mike Bongiorno e Massimo Lopez. Ospiti d'onore furono: nella prima puntata Amedeo Minghi, nella seconda Ivana Spagna e nella terza Fred Bongusto e Peppino Di Capri.
Al primo posto si classificò Manuela Villa con il brano A tazza e cafè.

### Prima Puntata
1. Ricchi e Poveri - Luna caprese
2. Tullio De Piscopo - 'O sarracino
3. Maria Nazionale - Santa Lucia luntana
4. Fiordaliso - Silenzio cantatore
5. Napoli 4 - 'A pizza

- Edoardo Guarnera - Piscatore 'e Pusilleco
- Gianni Nazzaro - Fenesta vascia
- New Trolls - Quanno chiove
- Valentina Stella - Lazzarella

### Seconda Puntata
1. Marco Del Freo - Marechiare
2. Manuela Villa - 'A tazza 'e cafè
3. Mario Merola e Rosa Miranda - Tuppe tuppe mariscià
4. Gigi Sabani e Gigi D'Alessio - Dduje paravise
5. Adamo - Caruso

- Baraonna - La tarantella
- Flavia Fortunato - 'A canzuncella
- Il Giardino dei Semplici - Torna
- Gruppo Aperto - 'A città 'e Pulecenella

### Terza Puntata
1. Manuela Villa - 'A tazza 'e cafè

- Adamo - Caruso
- Tullio De Piscopo - 'O sarracino
- Marco Del Freo - Marechiare
- Fiordaliso - Silenzio cantatore
- Mario Merola e Rosa Miranda - Tuppe tuppe mariscià
- Napoli 4 - 'A pizza
- Maria Nazionale - Santa Lucia luntana
- Ricchi e Poveri - Luna caprese
- Gigi Sabani e Gigi D'Alessio - Dduje paravise

## Edizione 1997
Conduttori della quarta edizione furono Mike Bongiorno e Loretta Goggi. Viene istituita la gara a squadre. Ogni cantante di ciascuna squadra presentava nelle due semifinali due differenti canzoni, la più votata delle quali veniva portata in finale.
La squadra vincitrice fu quella del Sole capitanata da Aurelio Fierro che ottenne 190.839 voti totali delle tre serate, mentre quella del Mare capitanata da Mario Merola si fermò a 181.015 voti totali. Vincitore assoluto invece risultò Enzo Gragnaniello con il brano Cu' mme (che ottenne il maggior numero dei voti durante le tre serate, ossia 69.903). Al secondo posto si piazzò Iva Zanicchi con 'Na sera 'e maggio (63.599 voti totali), mentre al terzo Aurelio Fierro con Guaglione (29.364 voti totali).

### Prima Puntata
Squadra del Mare (47.536 voti):
- Mario Merola (capitano) con Rosa Miranda - 'Ndringhete 'ndrà (3.349 voti)
- Gigi Finizio - Indifferentemente (9.289 voti)
- Marcella - Guapparia (5.656 voti)
- Enzo Gragnaniello - Cu' mme (22.510 voti)
- Laura Fedele - Aggio perduto 'o suonno (1.494 voti)
- Marisa Laurito - E allora? (5.238 voti)

Squadra del Sole (41.803 voti):
- Aurelio Fierro (capitano) - Guaglione (9.409 voti)
- Iva Zanicchi - Canzone appassiunata (2.256 voti)
- Tosca - Passione (4.597 voti)
- Sal da Vinci - 'O surdato 'nnamurato (11.957 voti)
- Giuni Russo - Maruzzella (8.320 voti)
- Alex Baroni - Dicitencello vuje (5.264 voti)

### Seconda Puntata
Squadra del Mare (45.160 voti):
- Marcella - Munasterio 'e Santa Chiara (5.282 voti)
- Mario Merola (capitano) con Rosa Miranda - Comme facette mammeta (6.280 voti)
- Marisa Laurito - Ninì Tirabusciò (4.795 voti)
- Gigi Finizio - I' te vurria vasà (17.356 voti)
- Enzo Gragnaniello - Sciummo (9.301 voti)
- Laura Fedele - Scetate (2.146 voti)

Squadra del Sole (59.781 voti):
- Alex Baroni - Tu sì 'na cosa grande (7.595 voti)
- Iva Zanicchi - 'Na sera 'e maggio (25.906 voti)
- Aurelio Fierro (capitano) - 'A sonnambula (3.542 voti)
- Sal da Vinci - Voce 'e notte (8.889 voti)
- Giuni Russo - Me voglio fa 'na casa (8.457 voti)
- Tosca - Che m'e 'mparato a fà (5.392 voti)

### Terza Puntata
Squadra del Mare (88.319 voti):
- Marisa Laurito - E allora? (4.015 voti)
- Gigi Finizio - I' te vurria vasà (11.212 voti)
- Marcella - Guapparia (4.230 voti)
- Enzo Gragnaniello - Cu' mme (47.393 voti)
- Laura Fedele - Scetate (2.299 voti)
- Mario Merola (capitano) con Rosa Miranda - Comme facette mammeta (19.170 voti)

Squadra del Sole (89.255 voti):
- Sal da Vinci - 'O surdato 'nnamurato (8.908 voti)
- Tosca - Che m'e 'mparato a fà (2.541 voti)
- Giuni Russo - Me voglio fa 'na casa (6.087 voti)
- Iva Zanicchi - 'Na sera 'e maggio (37.693 voti)
- Alex Baroni - Tu sì 'na cosa grande (14.071 voti)
- Aurelio Fierro (capitano) - Guaglione (19.955 voti)

## Edizione 1998
Conduttori della quinta edizione furono Mike Bongiorno e Lello Arena con la partecipazione di Miriana Trevisan.
Come l'anno precedente, in gara vi erano due squadre nelle quali ogni cantante presentava due differenti canzoni durante le prime due puntate: la più votata veniva portata in finale.
La squadra vincitrice fu quella del Mare capitanata da Mario Merola con 290.939 voti totali ottenuti in tutte e tre le puntate, mentre la squadra del Sole capitanata da Aurelio Fierro totalizzò 239.685 voti. La canzone in assoluto più votata fu Zappatore cantata da Mario Merola (108.963 voti) seguita da Vurria di Aurelio Fierro (66.575 voti) e da I due gemelli di Federico Salvatore (61.194 voti).

### Prima Puntata
Squadra del Mare (63.101 voti):
- Federico Salvatore - Torero (5.475 voti)
- Valentina Stella - Era de maggio (2.874 voti)
- Edoardo Guarnera - 'O sole mio (10.932 voti)
- Rosa Miranda - 'A francesa (5.925 voti)
- Antonio e Marcello - Dduje paravise (5.158 voti)
- Mario Merola (capitano) - Zappatore (32.737 voti)

Squadra del Sole (43.258 voti):
- Aurelio Fierro (capitano) - 'A pizza (4.751 voti)
- Paola Folli e Gigi Finizio - Resta cu' mme (9.694 voti)
- Gianni Nazzaro - Te voglio bene assaje (9.794 voti)
- Vittorio Marsiglia - La pansè (4.876 voti)
- Rosanna Fratello - Reginella (6.310 voti)
- Mino Reitano - Torna (7.833 voti)

### Seconda Puntata
Squadra del Mare (60.694 voti):
- Mario Merola (capitano) - Mamma addo' stà? (12.803 voti)
- Edoardo Guarnera - Santa Lucia luntana (8.508 voti)
- Federico Salvatore - I due gemelli (16.591 voti)
- Valentina Stella - Tutta pe' mme (3.747 voti)
- Rosa Miranda - Tamurriata nera (10.681 voti)
- Antonio e Marcello - Torna a Surriento (8.364 voti)

Squadra del Sole (70.511 voti):
- Rosanna Fratello - Luna caprese (6.840 voti)
- Paola Folli e Gigi Finizio - Nun è peccato (7.960 voti)
- Gianni Nazzaro - Serenata 'e Pulecenella (5.711 voti)
- Mino Reitano - Core 'ngrato (16.500 voti)
- Vittorio Marsiglia - Gagà (6.800 voti)
- Aurelio Fierro (capitano) - Vurria (26.643 voti)

### Terza Puntata
Squadra del Mare (167.144 voti):
- Edoardo Guarnera - 'O sole mio (12.642 voti)
- Rosa Miranda - Tamurriata nera (7.646 voti)
- Federico Salvatore - I due gemelli (44.603 voti)
- Valentina Stella - Tutta pe' mme (9.093 voti)
- Antonio e Marcello - Torna a Surriento (16.934 voti)
- Mario Merola (capitano) - Zappatore (76.226 voti)

Squadra del Sole (125.916 voti):
- Mino Reitano - Core 'ngrato (23.595 voti)
- Paola Folli e Gigi Finizio - Resta cu' mme (33.058 voti)
- Rosanna Fratello - Luna caprese (10.809 voti)
- Vittorio Marsiglia - Gagà (9.011 voti)
- Gianni Nazzaro - Te voglio bene assaje (9.511 voti)
- Aurelio Fierro (capitano) - Vurria (39.932 voti)

## Edizione 1999
Conduttori della sesta edizione furono nuovamente Mike Bongiorno e Lello Arena con la partecipazione di Miriana Trevisan.
Rimane invariata la formula degli anni precedenti con ogni componente delle squadre che presenta due differenti brani durante le prime due puntate, il più votato dei quali viene portato in finale. 
La novità rispetto agli anni precedenti è invece che ogni squadra ha un ospite speciale che serve a portare maggiori consensi alla squadra stessa.
La squadra vincitrice fu quella del Sole capitanata da Aurelio Fierro con 314.921 voti totalizzati in tutte e tre le puntate, mentre la squadra del Mare capitanata da Mario Merola ottenne 283.212 voti. La canzone in assoluto più votata fu 'O sarracino cantata da Gigi D'Alessio (81.316 voti) seguita da Lacreme napulitane di Mario Merola (61.145 voti) e da Caruso di Rita Forte (60.565 voti).

### Prima Puntata
Squadra del Mare (81.137 voti):
- Gigi D'Alessio - 'O sarracino (33.995 voti)
- Federico Salvatore - Io, mammeta e tu (8.238 voti)
- Irene Fargo e Eddy Napoli - Maria Marì (16.386 voti)
- Rosa Miranda - L'ultima tarantella (5.061 voti)
- Mario Merola (capitano) - 'E figlie (17.457 voti)
- Enzo Gragnaniello (ospite) - Medley

Squadra del Sole (99.833 voti):
- Rita Forte - Luna rossa (22.128 voti)
- Manuela Villa - Simmo 'e Napule, paisà! (26.030 voti)
- Aurelio Fierro (capitano) - Lazzarella (14.967 voti)
- Mino Reitano - 'O paese d' 'o sole (25.066 voti)
- Paola Folli e Gigi Finizio - Anema e core (11.642 voti)
- Neri per Caso (ospite) - 'A città 'e Pulecenella

### Seconda Puntata
Squadra del Mare (75.891 voti):
- Irene Fargo e Eddy Napoli - Lusingame (9.892 voti)
- Mario Merola (capitano) - Lacreme napulitane (23.840 voti)
- Federico Salvatore - Pigliate 'na pastiglia (7.849 voti)
- Gigi D'Alessio - Serenata napoletana (21.482 voti)
- Rosa Miranda - Dove sta Zazà (6.636 voti)
- Nilla Pizzi (ospite) - Desiderio 'e sole

Squadra del Sole (81.332 voti):
- Manuela Villa - 'E spingule francese (16.666 voti)
- Mino Reitano - Piscatore 'e Pusilleco (7.925 voti)
- Paola Folli e Gigi Finizio - Accarezzame (7.181 voti)
- Rita Forte - Caruso (26.341 voti)
- Aurelio Fierro (capitano) - Signorinella (15.638 voti)
- Mariella Nava (ospite) - Don Raffaè

### Terza Puntata
Squadra del Mare (109.131 voti):
- Rosa Miranda - Dove sta Zazà (2.539 voti)
- Federico Salvatore - Io, mammeta e tu (13.138 voti)
- Irene Fargo e Eddy Napoli - Maria Marì (8.828 voti)
- Gigi D'Alessio - 'O sarracino (47.321 voti)
- Mario Merola (capitano) - Lacreme napulitane (37.305 voti)
- Angelo Branduardi (ospite) - Medley

Squadra del Sole (112.260 voti):
- Manuela Villa - Simmo 'e Napule, paisà! (22.360 voti)
- Mino Reitano - 'O paese d' 'o sole (17.670 voti)
- Paola Folli e Gigi Finizio - Anema e core (10.629 voti)
- Rita Forte - Caruso (34.224 voti)
- Aurelio Fierro (capitano) - Signorinella (27.377 voti)
- Raoul Casadei (ospite) - Medley

## Edizione 2000
Conduttori della settima edizione furono Mike Bongiorno e Loretta Goggi con la partecipazione di Miriana Trevisan.
La squadra vincitrice fu quella del Mare capitanata da Gigi D'Alessio con 234.557 voti totalizzati in tutte e tre le puntate. La canzone in assoluto più votata fu Maruzzella cantata da Gigi D'Alessio (64.778 voti) seguita da Napule ca se ne và di Manuela Villa (31.295 voti) e da 'Na sera 'e maggio di Mirna Doris (27.677 voti).

### Prima Puntata
Squadra del Mare (94.250 voti):
- Sammy Barbot - Malatia (3.674 voti)
- Mirna Doris - Vieneme 'nzuonno (6.149 voti)
- Rita Forte - Palomma 'e notte (11.607 voti)
- Mauro Nardi - Napule è chino 'e femmene (8.302 voti)
- Antonio Murro e Silvia Gavarotti - Era de maggio (15.209 voti)
- Gigi D'Alessio (capitano) - Maruzzella (49.309 voti)

Squadra del Sole (51.853 voti):
- Manuela Villa - Napule ca se ne và (24.385 voti)
- Enzo Gragnaniello (capitano) - Passione (9.980 voti)
- Mal - Frida (3.257 voti)
- Gianni Nazzaro e Loretta Goggi - Serenatella sciuè sciuè (6.261 voti)
- Pietra Montecorvino - Malafemmena (2.740 voti)
- Maria Nazionale - Napulitanata (5.230 voti)

### Seconda Puntata
Squadra del Mare (74.619 voti):
- Rita Forte - Nu quarto 'e luna (5.488 voti)
- Antonio Murro e Silvia Gavarotti - Lariulà (4.797 voti)
- Mauro Nardi - 'Na bruna (7.896 voti)
- Sammy Barbot e Loretta Goggi - 'O marenariello (10.047 voti)
- Mirna Doris - 'Na sera 'e maggio (15.432 voti)
- Gigi D'Alessio (capitano) - Voce 'e notte (30.959 voti)

Squadra del Sole (37.301 voti):
- Maria Nazionale - I' te vurria vasà (6.032 voti)
- Gianni Nazzaro - 'O mese de' rrose (3.430 voti)
- Manuela Villa - Cerasella (11.622 voti)
- Pietra Montecorvino - Tutta pe' mme (1.868 voti)
- Mal - Torna (3.688 voti)
- Enzo Gragnaniello (capitano) - Indifferentemente (10.661 voti)

### Terza Puntata
Squadra del Mare (65.688 voti):
- Mauro Nardi - Napule è chino 'e femmene (3.899 voti)
- Mirna Doris - 'Na sera 'e maggio (12.245 voti)
- Antonio Murro e Silvia Gavarotti - Era de maggio (9.166 voti)
- Rita Forte - Palomma 'e notte (8.658 voti)
- Sammy Barbot e Loretta Goggi - 'O marenariello (16.251 voti)
- Gigi D'Alessio (capitano) - Maruzzella (15.469 voti)

Squadra del Sole (? voti):
- Maria Nazionale - I' te vurria vasà (5.317 voti)
- Pietra Montecorvino - Malafemmena (? voti)
- Gianni Nazzaro e Loretta Goggi - Serenatella sciuè sciuè (6.815 voti)
- Mal - Torna (5.786 voti)
- Enzo Gragnaniello (capitano) - Indifferentemente (8.458 voti)
- Manuela Villa - Napule ca se ne và (6.910 voti)

## Edizione 2001
Particolarità di questa ottava edizione è che non c'è più il capitano della squadra e che mentre la Squadra del Mare presenta solo uomini, la Squadra del Sole invece solo donne.
I conduttori furono nuovamente Mike Bongiorno e Loretta Goggi con la partecipazione di Miriana Trevisan. Gli ospiti: Peppino Di Capri nella prima puntata, Ivana Spagna e Russell Watson nella seconda, Gigi D'Alessio e Mario Merola nella terza.
La squadra vincitrice fu quella del Sole con 175.153 voti totalizzati in tutte e tre le puntate, mentre la squadra del Mare si fermò a 131.943 voti. La canzone in assoluto più votata fu Lacreme napulitane cantata da Manuela Villa (46.431 voti) seguita da 'O surdato 'nnamurato di Gianni Nazzaro (32.010 voti) e da Tu ca nun chiagne di Antonio Murro (22.595 voti).

### Prima Puntata
Squadra del Sole (53.746 voti):
- Mirna Doris - Guapparia (8.396 voti)
- Manuela Villa - Lacreme napulitane (23.175 voti)
- Silvia Gavarotti e Gennaro Cannavacciuolo - 'A cura 'e mammà (4.465 voti)
- Irene Fargo - Che m'e 'mparato a fà (6.047 voti)
- Rita Forte - Frennesia (6.026 voti)
- Maria Nazionale - Tarantelluccia (5.637 voti)

Squadra del Mare (43.807 voti):
- Gianni Nazzaro - 'O surdato 'nnamurato (15.490 voti)
- Antonio Murro e Madelin Alonso - 'Ndringhete 'ndrà (8.328 voti)
- Marcello Cirillo - Resta cu' mme (4.510 voti)
- Mauro Nardi - Vienetenne a Positano (4.294 voti)
- Sal da Vinci - Tu si 'na cosa grande (8.912 voti)
- Mario Trevi - Mare verde (2.273 voti)

### Seconda Puntata
Squadra del Sole (57.333 voti):
- Maria Nazionale - 'O paese d' 'o sole (8.272 voti)
- Rita Forte - Munasterio 'e Santa Chiara (6.865 voti)
- Irene Fargo - 'A cartulina 'e Napule (6.746 voti)
- Mirna Doris - 'A canzone 'e Napule (9.685 voti)
- Silvia Gavarotti - Core 'ngrato (9.463 voti)
- Manuela Villa - 'E llampadine (16.302 voti)

Squadra del Mare (38.965 voti):
- Marcello Cirillo - Caravan petrol (3.112 voti)
- Sal da Vinci e Francesca Alotta - Reginella (8.819 voti)
- Antonio Murro - Tu ca nun chiagne (13.903 voti)
- Mario Trevi - Marechiare (5.440 voti)
- Mauro Nardi - Fenesta vascia (4.592 voti)
- Gianni Nazzaro - Me chiamme ammore (3.099 voti)

### Terza Puntata
Squadra del Sole (64.074 voti):
- Rita Forte - Munasterio 'e Santa Chiara (5.438 voti)
- Silvia Gavarotti - Core 'ngrato (8.384 voti)
- Maria Nazionale - 'O paese d' 'o sole (8.254 voti)
- Mirna Doris - 'A canzone 'e Napule (12.310 voti)
- Irene Fargo - 'A cartulina 'e Napule (6.432 voti)
- Manuela Villa - Lacreme napulitane (23.256 voti)

Squadra del Mare (49.171 voti):
- Marcello Cirillo - Resta cu' mme (4.634 voti)
- Sal da Vinci - Tu si 'na cosa grande (6.598 voti)
- Mario Trevi - Marechiare (7.108 voti)
- Antonio Murro - Tu ca nun chiagne (8.692 voti)
- Gianni Nazzaro - 'O surdato 'nnamurato (16.520 voti)
- Mauro Nardi - Fenesta vascia (5.619 voti)

## Edizione 2002
Conduttori della nona e ultima edizione furono Mike Bongiorno e Loretta Goggi con la partecipazione di Miriana Trevisan. Ospiti: i Ricchi e Poveri nella prima puntata, Al Bano nella seconda, Iva Zanicchi e Mario Merola nella terza.

### Cantanti partecipanti
Squadra del Caffè classico:
- Wilma De Angelis - 'O ciucciariello
- Mirna Doris - Simmo 'e Napule, paisà!
- Francesco Merola -
- Antonio Murro - 'Nnamurato 'e te
- Antonello Rondi - Mandulinata a Napule e Popolo pò
- Manuela Villa - Tarantella Luciana

Squadra del Caffè moderno:
- Marco Armani e Paola Folli - 'A canzuncella
- Francesco Boccia - Malafemmena e 'A città 'e Pulecenella
- Rita Forte - Maria Marì
- Sal da Vinci -
- Tiziana Rivale - Torna
- Bobby Solo - Tu vuò fà l'americano

## Ascolti TV
| Puntata        | Telespettatori | Share  |
| -------------- | -------------- | ------ |
| 15 giugno 1995 | 6.577.000      | 28,35% |